# Svetlana Mironova
Svetlana Igorevna Mironova (in russo Светлана Игоревна Миронова?; Morjakovkskij Zaton, 22 febbraio 1994) è una biatleta russa.

## Biografia

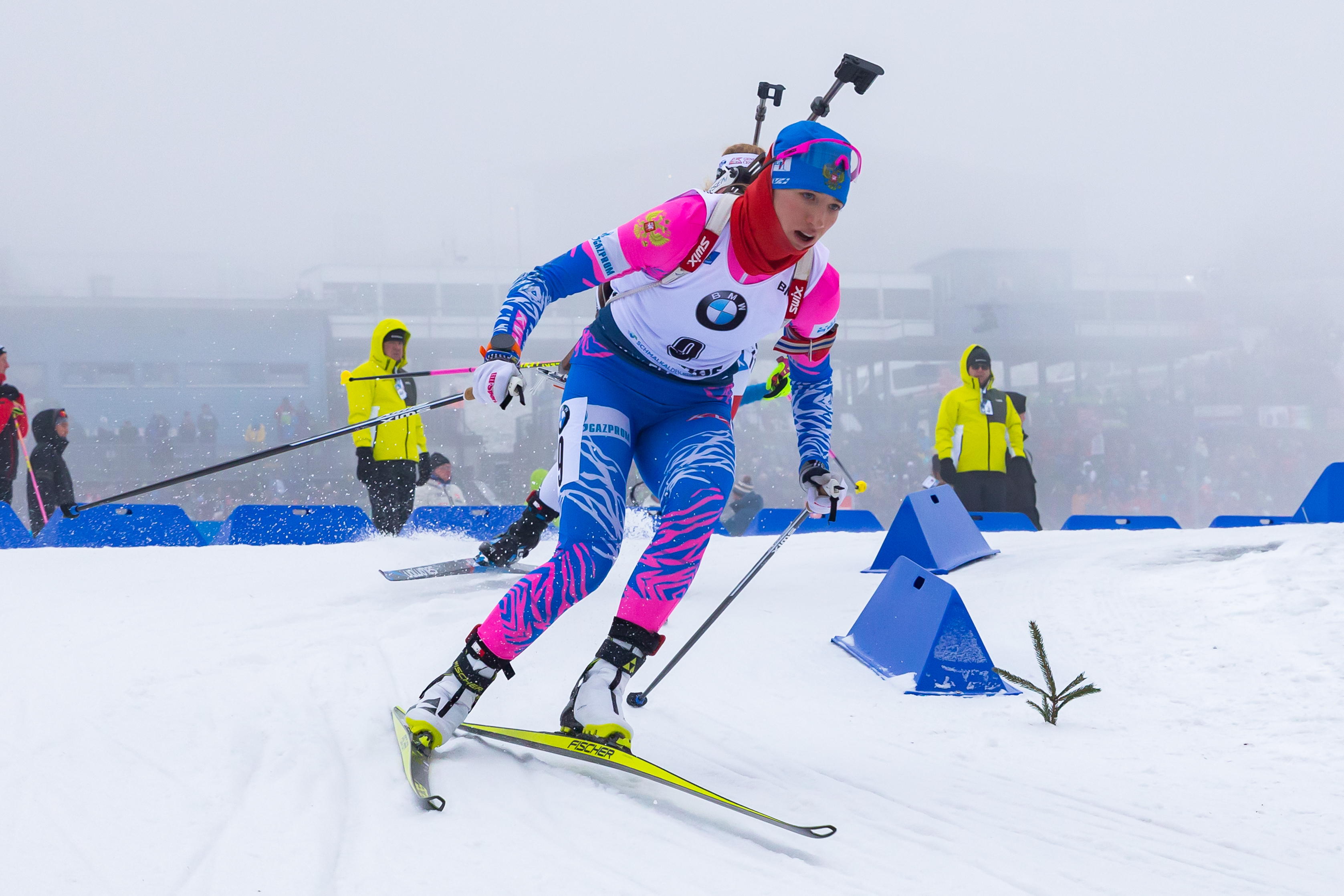
Svetlana Mironova in gara a Oberhof nel 2020

Svetlana Mironova, attiva dalla stagione 2012-2013, ha esordito in Coppa del Mondo il 2 marzo 2017 a Pyeongchang in sprint (64ª nella sprint) e ai Campionati mondiali a Östersund 2019, dove è arrivata 33ª nell'individuale, 31ª nella sprint, 25ª nell'inseguimento e 5ª nella staffetta; ha ottenuto il primo podio in Coppa del Mondo il 13 dicembre 2019 a Hochfilzen in sprint (3ª) e ai successivi Mondiali di Anterselva 2020 si è classificata 22ª nell'individuale, 38ª nella sprint, 21ª nell'inseguimento e 8ª nella staffetta.
Il 10 gennaio 2021 ha conquistato a Oberhof in staffetta mista la prima vittoria in Coppa del Mondo e ai successivi Mondiali di Pokljuka 2021 si è piazzata 5ª nell'individuale, 64ª nella sprint, 19ª nella partenza in linea, 11ª nella staffetta e 9ª nella staffetta mista; l'anno dopo ai XXIV Giochi olimpici invernali di Pechino 2022, suo esordio olimpico, ha vinto la medaglia d'argento nella staffetta ed è stata 23ª nell'individuale, 47ª nella sprint e 41ª nell'inseguimento. È inattiva in ambito internazionale da quella stessa stagione 2021-2022 poiché in seguito all'invasione russa dell'Ucraina del 2022 gli atleti russi sono stati esclusi dalle competizioni riconosciute dall'International Biathlon Union.

## Palmarès

### Olimpiadi
- 1 medaglia:
  - 1 argento (staffetta a Pechino 2022)

### Mondiali giovanili
- 2 medaglie:
  - 1 oro (staffetta a Obertilliach 2013)
  - 1 bronzo (sprint a Obertilliach 2013)

### Coppa del Mondo
- Miglior piazzamento in classifica generale: 19ª nel 2021
- 6 podi (1 individuale, 5 a squadre):
  - 2 vittorie (a squadre)
  - 2 secondi posti (a squadre)
  - 2 terzi posti (1 individuale, 1 a squadre)

#### Coppa del Mondo - vittorie
| Data            | Località   | Paese    | Specialità                                                    |
| --------------- | ---------- | -------- | ------------------------------------------------------------- |
| 10 gennaio 2021 | Oberhof    | Germania | MX (con Ul'jana Kajševa, Aleksandr Loginov e Ėduard Latypov)  |
| 24 gennaio 2021 | Anterselva | Italia   | RL (con Evgenija Pavlova, Tat'jana Akimova e Ul'jana Kajševa) |

Legenda:

RL = staffetta

MX = staffetta mista